# 리룽쭝
리룽쭝(중국어 정체자: 李榮宗, 병음: Lî Róngzōng)은 타이완의 정치인, 기오슝시의회의원이다.